# بنة سردار (سر أسياب يوسفي)
بنة سردار (بالفارسية: بنه سردار) هي قرية تقع في إيران في قسم سر أسياب يوسفي الريفي.